# Andrea Ranieri
Andrea Ranieri (Sarzana, 13 luglio 1943) è un politico italiano.

## Biografia
Figlio del partigiano Paolino Ranieri, laureato in filosofia, ha insegnato nella Scuola superiore.
Sindacalista della CGIL, della quale è stato Segretario regionale della Liguria fino al 1996, successivamente è Segretario generale nazionale della Federazione Formazione e Ricerca, ha contribuito alla formulazione del patto per il lavoro del settembre 1996 e del patto sociale del dicembre 1998.
Alle elezioni politiche del 2006 è stato eletto al Senato della Repubblica nelle liste dei Democratici di Sinistra in Liguria e successivamente allo scioglimento dei DS ha aderito al Partito Democratico. Termina il proprio mandato parlamentare nell'aprile 2008.
Nel giugno seguente diviene assessore alla cultura, università e sviluppo dei saperi del Comune di Genova, nella giunta guidata da Marta Vincenzi.
Vicino a Giuseppe Civati, fa parte della Direzione Nazionale del Partito Democratico fino all'8 giugno 2015, quando, dopo le regionali in cui ha sostenuto Luca Pastorino contro la candidata del PD, decide di abbandonare il partito.
Successivamente aderisce e partecipa al processo costituente di Sinistra Italiana; fa parte della commissione congressuale, e dopo il congresso di Rimini del 17/19 febbraio 2017 entra a far parte della direzione nazionale del nuovo partito.

### Opere
- Andrea Ranieri, Il sapere e il lavoro, FrancoAngeli, 1999, ISBN 978-88-464-1388-8.
- Andrea Ranieri, Vittorio Foa, Il tempo del sapere. Domande e risposte sul lavoro che cambia, Einaudi, 2000, ISBN 978-88-06-15598-8.
- Andrea Ranieri, I luoghi del sapere. Idee e proposte per una politica della conoscenza, Donzelli, 2006, ISBN 978-88-6036-013-7.